# Jesé Rodríguez Ruiz
Jesé Rodríguez Ruiz (Las Palmas de Gran Canaria, 26 de febrer de 1993) conegut simplement com a Jesé, és un futbolista canari format al Reial Madrid CF, actualment juga a la UD Las Palmas.

## Trajectòria
Va començar a jugar a futbol als equips canaris del Pilar FC i El Huracán. L'1 de juliol de 2007 ingressà al planter del Reial Madrid CF, en la categoria de Cadet. Aviat va començar a destacar, sent comparat per la seva manera de jugar amb Cristiano Ronaldo
.
Debutà amb el Reial Madrid Castella a la Segona B el 16 de gener de 2011, en una victòria per 5 a 0 contra l'Universidad de Las Palmas. Després d'una bona temporada 2010-11 amb el Juvenil A, on marcà 17 gols, va assolir un lloc a la plantilla del Castella.
Va viatjar amb el primer equip a la pretemporada pels Estats Units, jugant contra Los Angeles Galaxy el 17 de juliol. També va gaudir de minuts als següents amistosos contra el Chivas Guadalajara, Philadelphia Union, Hertha de Berlín, Leicester City, Tianjin Teda i Guangzhou Evergrande, marcant un gol contra aquest últim.
Amb el filial, va marcar el seu primer gol oficial el 2 d'octubre contra La Roda CF, després d'una assistència del seu company Álvaro Morata.
El 6 de desembre va ser convocat per José Mourinho contra el darrer partit de la fase de grups de la Lliga de Campions de la UEFA, al camp de l'AFC Ajax, però no va arribar a jugar. Una setmana després si ho faria a la Copa del Rei contra la SD Ponferradina substituint a Cristiano Ronaldo.

## Palmarès
Reial Madrid Castella
- 1 Segona divisió B: 2011-12

Reial Madrid CF
- 2 Lliga de Campions de la UEFA: 2013–14, 2015–16[9]
- 1 Supercopa d'Europa: 2014[10][11][12]
- 1 Campionat del món de clubs: 2014[13]
- 1 Lliga espanyola: 2011-12
- 1 Copa del Rei: 2013-14

Paris Saint-Germain
- 1 Ligue 1: 2019-20
- 1 Supercopa francesa: 2017

Selecció espanyola
- 1 Campionat d'Europa sub-19: 2012